# 颍上县各级文物保护单位列表
以下为安徽省阜阳市颍上县范围内的各级文物保护单位：

## 全国重点文物保护单位
以下为颍上县范围内的全国重点文物保护单位

## 安徽省文物保护单位
以下为颍上县范围内的安徽省文物保护单位：
| 名称 | 编号           | 类型   | 所在   | 时代 | 图片 |
| ---- | -------------- | ------ | ------ | ---- | ---- |
| 2-28 | 管鲍祠         | 古建筑 | 颍上县 |      |      |
| 5-89 | 尤家花园及故居 | 古建筑 | 颍上县 |      |      |